# Reserva Extrativista do Rio Ouro Preto
A Reserva Extrativista do Rio Ouro Preto é uma unidade de conservação federal do Brasil categorizada como reserva extrativista e criada por Decreto Presidencial em 13 de março de 1990 numa área de 204.583 hectares no estado de Rondônia.